# Gorno Tjerkovisjte
Gorno Tjerkovisjte (bulgariska: Горно Черковище) är ett distrikt i Bulgarien.   Det ligger i kommunen Obsjtina Kazanlăk och regionen Stara Zagora, i den centrala delen av landet, 170 km öster om huvudstaden Sofia.
Trakten runt Gorno Tjerkovisjte består till största delen av jordbruksmark. Runt Gorno Tjerkovisjte är det ganska tätbefolkat, med 108 invånare per kvadratkilometer.